# 刑事ハンター
刑事ハンター（原題：Hunter）は、フレッド・ドライヤー主演の刑事ドラマである。1984年から1991年までNBCで放送された。日本ではパイロット版がビデオでリリースされ、テレビシリーズは、関東ではTBS（第1～2シーズン）、テレビ東京（第1～5シーズン）をはじめ各地域のローカル局で放送された。
CS局で再放送された時に一時期「ザ・ハンター」のタイトルでも放送された。

## 概要
タイトルにも登場する主人公のハンターは、ロサンゼルス市警察殺人課の刑事である。いわゆるファミリーの出身であり、堂々たる体躯の持ち主で、捜査の為にまともでない手もしばしば使う。
ステファニー・クレイマーが、マッコール巡査部長役で共演していたが、1990年に第6シーズンが終わってから降板し、第7シーズンは別の女性巡査部長が登場した。（この第7シーズンは日本で放送されていない）初期のころは、ダーティー・ハリーのテレビ版と言われた。第2シーズンで暴力的シーンが減って、視聴率も回復したが、ハンターとマッコールのコンビの事件解決には、銃撃戦がつきものだった。
企画はフランク・ルポ。第1シーズンのエグゼクティヴ・プロデューサーはスティーブン・J・キャネルで、彼の会社がシリーズ制作を請け負った。
続編として、2002年に「刑事ハンター リターンズ」Hunter: Return to Justiceがスターチャンネルで、2003年に「刑事ハンター 因縁の決闘」Hunter: Back in ForceがWOWOWでそれぞれ放送された。 

## キャスト
- “リック”リチャード･ハンター部長刑事：フレッド・ドライヤー（声：堀勝之祐）
- ディー・ディー・マッコール巡査部長：ステファニー・クレーマー（声：戸田恵子）
- “チャーリー”チャールズ・デヴァン警部：チャールズ・ハラハン（声：神山卓三）
- “スポーティ”アーノルド・ジェームズ：ギャレット・モリス（声：徳丸完）

## スタッフ
- 製作総指揮：スティーブン・J・キャネル（第1シーズン）、ロイ・ハギンズ（第2～4シーズン）、ジョージ・ガイガー（第5シーズン）、フレッド・ドライヤー、ローレンス・クービック（第6～7シーズン）
- 共同製作総指揮：フランク・ルポ（第1～2シーズン）、スティーブン・J・キャネル（第2シーズン）、マーヴィン・クプファー（第6シーズン）、マーク・リッソン、デビッド・H・バルカン（第7シーズン）
- 企画：フランク・ルポ
- 音楽：マイク・ポスト、ピート・カーペンター（第1～6シーズン、第7シーズンはテーマ音楽のみ）、ウォルター・マーフィ（第7シーズン）
- 制作：スティーブン・J・キャネル・プロダクション

## 映画化
2009年にフランク・ルポとフレッド・ドライヤーの脚本、ルポの監督で、コロンビア ピクチャーズ、オーバーチュア映画、そしてワーナー・ブラザース合同での映画化が発表された。同年6月には、ソニー・ピクチャーズ・エンタテインメントから、2010年10月15日公開予定と発表され、10月にはジョン・トラボルタがハンター役、そしてジェシカ・アルバがマッコール役に決定と報道され、ロスアンジェルスで撮影開始とも言われていたが、その後企画自体が取り止めになった模様。

## DVD
アンカー・ベイ・エンタテインメントが、第3シーズンまでのDVDを2005年1月から1年間にわたり発売したが、売れ行きがはかばかしくなく、第4シリーズ以降は出ていない。
一方でミル・クリーク・エンタテインメントが、2009年10月14日に、スティーブン・J・キャネル制作のテレビシリーズの著作権を獲得し、刑事ハンターを含むキャネルのドラマのDVDを販売。その後、刑事ハンターの第4シリーズまでのDVDも発売している。
2010年7月27日に、ミル・クリークは、完全版として、シリーズの152話を収めた、28枚のディスクのセットを発売した。